# Kathedrale von Tuxtla Gutiérrez

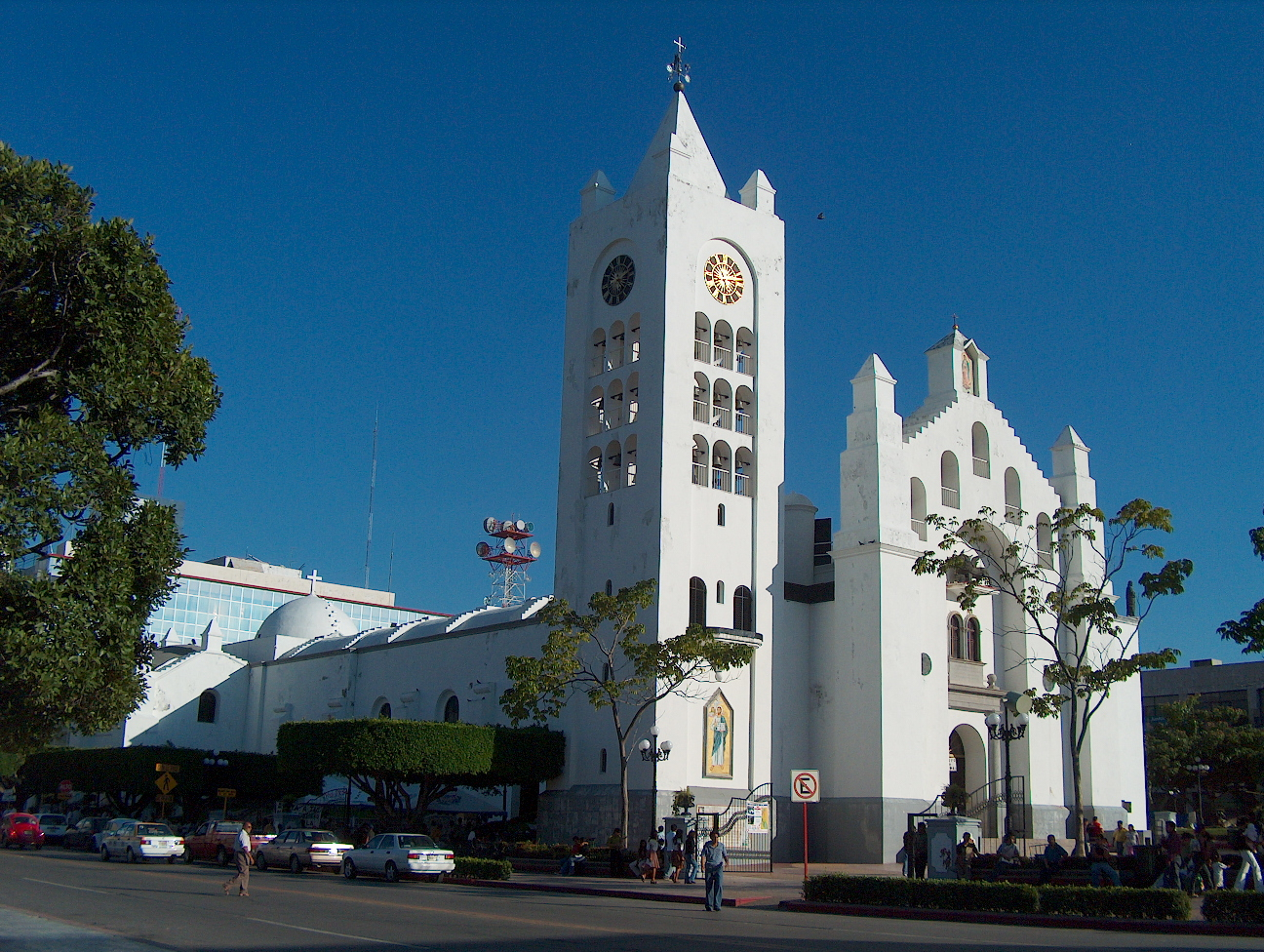
Kathedrale von Tuxtla Gutiérrez

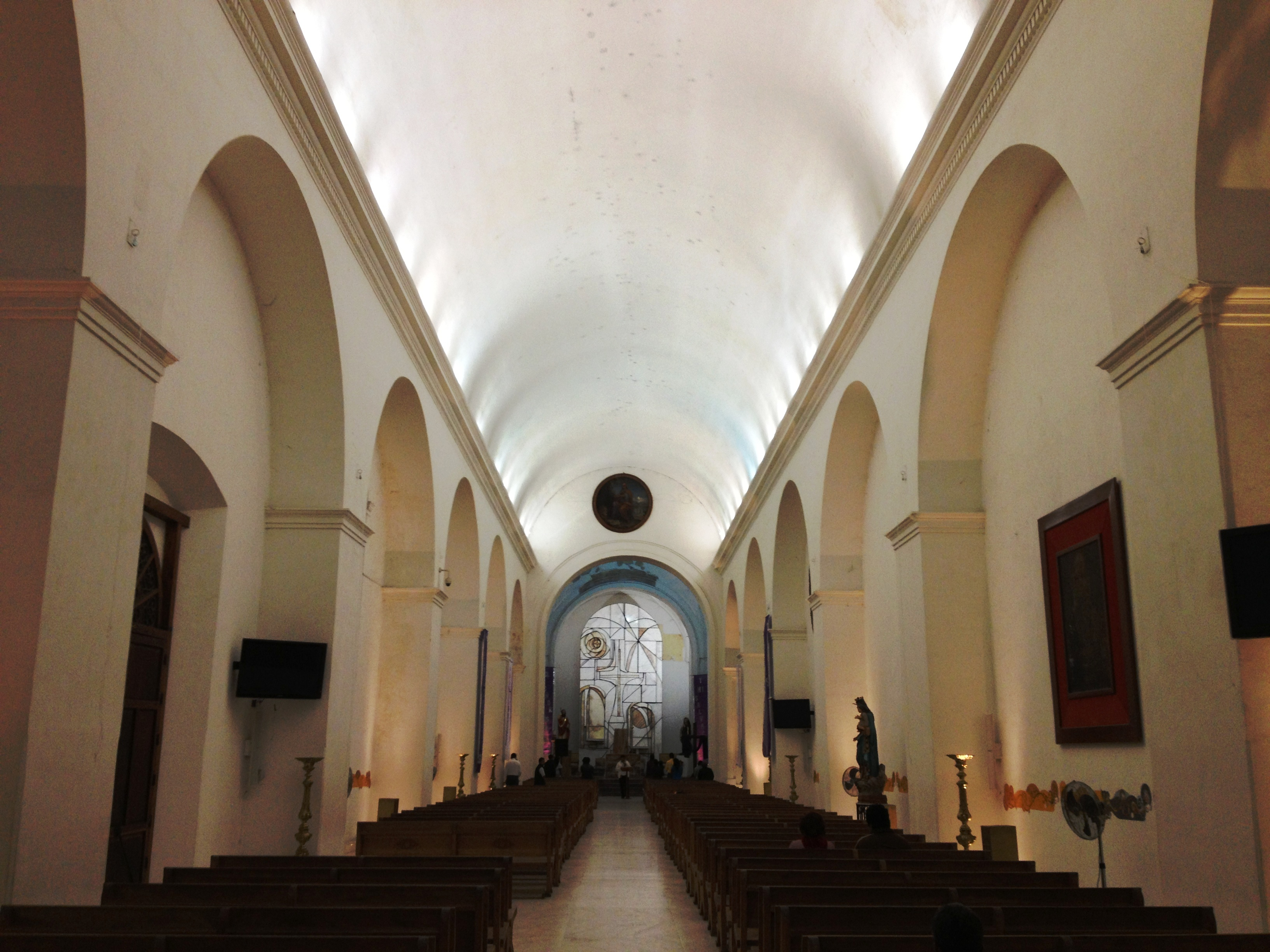
Kirchenschiff

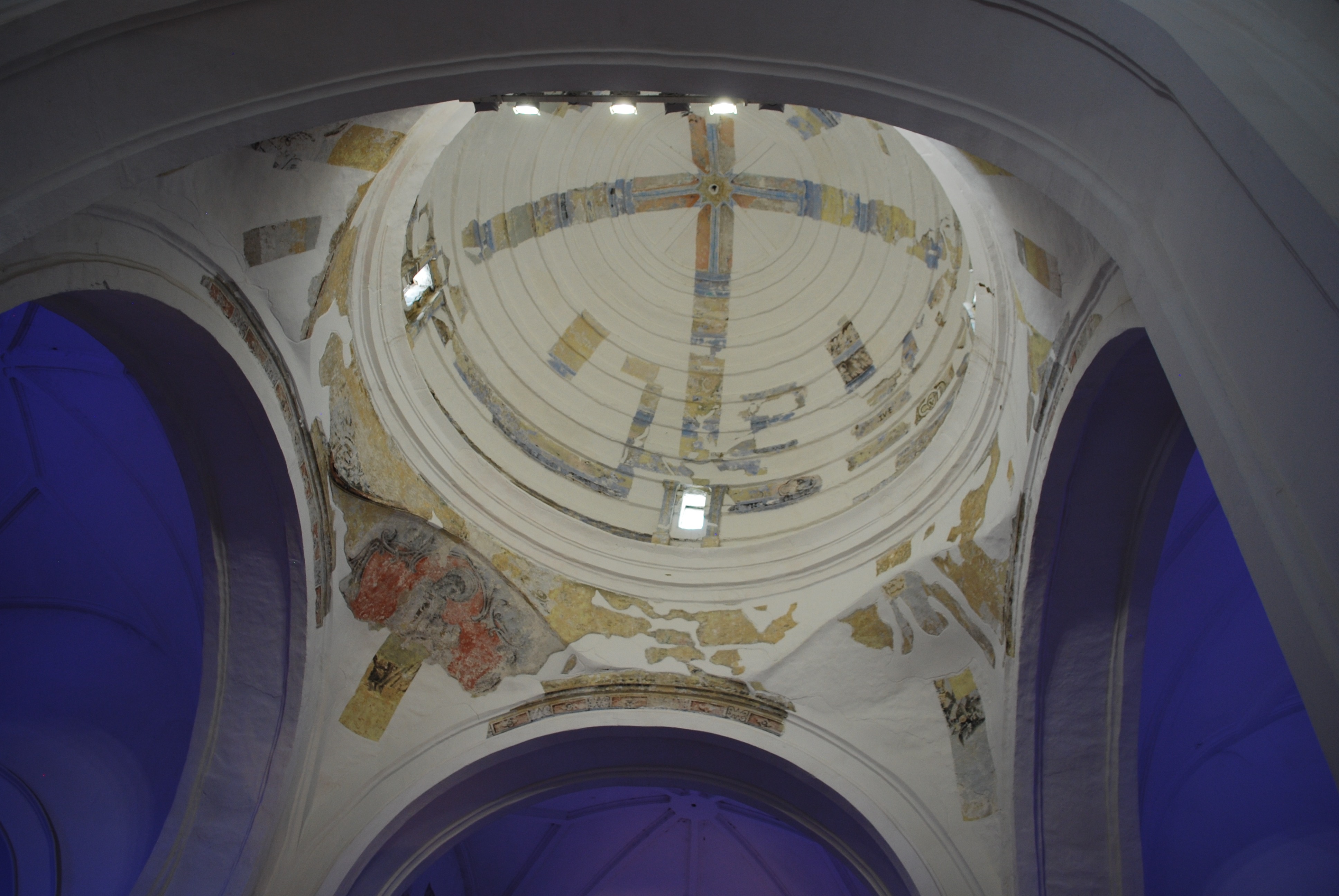
Vierungskuppel

Die Kathedrale von Tuxtla Gutiérrez ist die römisch-katholische Bischofskirche des Erzbistums Tuxtla Gutiérrez in der südmexikanischen Großstadt Tuxtla Gutiérrez, der Hauptstadt des Bundesstaats Chiapas. Titelheiliger ist der Evangelist Markus.

## Geschichte
Bereits im 16. Jahrhundert gründete der Dominikanerorden an der Stelle der heutigen Kathedrale ein Kloster, von dem – außer dem Chorbereich – kaum noch etwas erhalten ist. Wiederholt und zuletzt im 20. Jahrhundert wurde der Kirchenbau erheblich umgestaltet – so wurde im Jahr 1916 die bis dahin existierende Holzdecke durch ein Tonnengewölbe ersetzt. Im Jahr 1964 errichtete Papst Paul VI. das Bistum Tuxtla Gutiérrez, das im Jahr 2006 zum Erzbistum erhoben wurde. Die heutige Fassade geht auf Umbauarbeiten in den 1980er Jahren zurück.

## Architektur
Die Kathedrale hat den Grundriss eines lateinischen Kreuzes. Ihre Fassade vereint traditionelle mit modernen Elementen; der nahezu freistehende Glockenturm (campanario) enthält ein Glockenspiel mit 48 Glocken. Das Kirchenschiff ist annähernd 50 m lang; seine Außenwände sind durch Blendbögen aufgelockert. Über der Vierung erhebt sich eine Kuppel mit vier kleinen Fenstern.

## Ausstattung
Im Kuppelbereich und im Chor der Kathedrale sind moderne, aber auf alt getrimmte Freskenreste zu sehen. Die Fenster enthalten moderne Darstellungen der Jungfrau Maria und des hl. Markus. Das große Chorfenster zeigt abstrakte Formen.